# Murodjon Ahmadaliyev
Murodjon Qahhorovich Ahmadaliyev, född den 2 november 1994 i Namangan, är en uzbekisk boxare.
Han tog OS-brons i bantamvikt i samband med de olympiska boxningstävlingarna 2016 i Rio de Janeiro..